# Franse grondwet van 1946
De Franse grondwet van de Vierde Republiek was van kracht van 1946 tot 1958. Deze grondwet verving de drie Constitutionele Wetten van 1875 die de Derde Republiek instelden en de Constitutionele Wet van 1945, die na de bevrijding de werking van de Voorlopige Regering regelde. Net als de Derde Republiek was de Vierde Republiek een parlementaire republiek. De grondwet van 1946 werd op initiatief van regeringsleider Charles de Gaulle in 1958 vervangen door een nieuwe grondwet die een meer presidentieel stelsel invoerde.

## Totstandkoming
Na de Tweede Wereldoorlog werd op 21 oktober 1945 een grondwetgevende vergadering gekozen. Hierin was de Communistische Partij de grootste, gevolgd door de christendemocratische MRP. Charles de Gaulle leidde de eerste Voorlopige Regering. Hij was voorstander van een stelsel waarin de uitvoerende macht meer macht kreeg tegenover het parlement. Hij nam op 20 januari 1946 ontslag toen hij geen gehoor kreeg van het grondwetgevende vergadering en van een deel van zijn regering. Een voorstel van grondwet, gesteund door de communisten en socialisten, werd op 5 mei 1946 in een referendum voorgelegd aan het volk. Dit voorstel werd verworpen door een meerderheid van 53%. Een nieuw voorstel van grondwet werd op 13 oktober 1946 per referendum wel goedgekeurd, ondanks de tegenkanting van Charles de Gaulle. De grondwet trad in werking op 27 oktober.

## Kenmerken
De grondwet stelde een parlementaire republiek in. De grondwet werd voorafgegaan door een preambule die geïnspireerd was door het programma van het Franse verzet tijdens de Tweede Wereldoorlog.
Het parlement had twee kamers. De Nationale vergadering (Assemblée nationale) was het voornaamste orgaan van de staat. De 627 leden werden rechtstreeks verkozen door de Fransen (mannen en vrouwen) voor een termijn van 5 jaar. Een tweede orgaan van de wetgevende macht was de Raad van de republiek (Conseil de la République), die de senaat verving. Deze werd om de 9 jaar op onrechtstreekse wijze verkozen door kiescollege en had enkel een consultatieve functie bij het wetgevend werk. De taak van de Raad werd wel verruimd in 1954.
De president (Président de la République) werd gekozen door het parlement voor een termijn van 7 jaar, die een keer hernieuwbaar was. De president ondertekende en ratificeerde de verdragen en vaardigde de wetten uit. Maar de besluiten van de president moesten mee ondertekend worden door de regeringsleider en een minister.
De ministerraad (Conseil des ministres) werd benoemd en voorgezeten door de president. Dit orgaan stond in voor de uitvoering van de wetten, de openbare orde en de eenheid van de republiek.

## Grondwet van 1958
In mei 1958 beleefde Frankrijk een zware politieke crisis als gevolg van de Algerijnse Onafhankelijkheidsoorlog. Generaal Charles de Gaulle werd gevraagd een regering te vormen. Hij aanvaardde op voorwaarde dat er een nieuwe grondwet zou komen die een einde zou maken aan de in zijn ogen machteloze Vierde Republiek. 
Het ontwerp werd in een referendum voorgelegd aan het Franse volk op 28 september 1958. Liefst 79,3 % van de uitgebrachte stemmen waren voor de nieuwe grondwet. Op 4 oktober werd de grondwet formeel afgekondigd door de toenmalige president René Coty en werd ze meteen van kracht.